# Pálfalusi Attila
Pálfalusi Attila (Miskolc, 1941. augusztus 18. – 2024. február) magyar festő, konceptuális művész. Festészete az absztrakt expresszionizmus stílusköréhez kapcsolható.

## Életútja
Gépészeti tanulmányokat folytatott, majd az 1960-as években Tiszaszederkény-Leninvárosban Pataki János festőművész szakkörében dolgozott. Az Iparterv-generáció egyik markáns, de kevésbé ismert tagja volt. Konkoly Gyulával kötött barátsága révén találkozott az Iparterv-csoporttal, munkáit a Dokumentum 1969-70 katalógusban is publikálták. 1983–1996 között a Balaton mellett élt. Három évtizedes hallgatás után, az 1990-es évek végén lépett ismét a nyilvánosság elé.

## Díjai
2012-ben Kondor Béla Képzőművészeti Díjat kapott.

## Kiállításai
- 1968 Tiszaszederkény
- 1999 Szombathelyi Képtár, Szombathely
- 2000 Miskolci Galéria, Miskolc[4]
- 2010 Missionart Galéria Budapest
- 2018 Missionart Galéria (Cirkáló címmel a Bodó Galériában, Budapest)